# International Journal of Molecular Sciences
 (novembre 2022).
International Journal of Molecular Sciences (abrégé en Int. J. Mol. Sci.) est une revue scientifique mensuelle à comité de lecture éditée par MDPI, et qui publie des articles en libre accès dans les domaines de la chimie, de la physique moléculaire et de la biologie moléculaire.
D'après le Journal Citation Reports, le facteur d'impact de ce journal était de 3,257 en 2015. L'actuel directeur de publication est Stephen A. Bustin (Queen Mary, University of London, Royaume-Uni).